# B&B (カクテル)
ビー・アンド・ビー（ B and B、B&B ）とは、カクテルの一種。カクテル名のB&Bは、このカクテルに使用される酒、ブランデー（ Brandy ）とベネディクティン（ベネディクティーヌ）（ Benedictine ）の頭文字を取ったものである

。
なお、ブランデーにコニャック（ Cognac ）を選択した場合、日本ではB&Bのことを、B&Cと呼ぶ者もいる

。
しかし、この呼び方は国際的には通用しない、日本だけで使用されることもある呼称となっている

。
「使用されることもある」という言い方となっているのは、B&Cという呼称が、その日本ですら通用しない場合まである

からである。つまり、B&Cというのは正式名称ではないということだ

。
コニャックは特定の地域で生産されるブランデーなので

、
たとえコニャックを使用した場合でも、B&Bと呼ぶのが一般的である
。

## 標準的なレシピ
- ブランデー
- ベネディクティン

以上を等量ずつ用いるのが標準的なレシピであるが、その分量については、使用するグラス（作り方）によって異なる。

### スタイル
プース・カフェ・スタイルの1種であるフロートで作るのが一般的であった

が、わざわざフロートさせずに、混合してしまう場合もある。さらに、オン・ザ・ロックにしてしまう場合もある。（それぞれの作り方については、「作り方の違い」の節を参照のこと。）

### 備考
上記にある通り、ブランデーとベネディクティンの比率は、1：1が基本

だが、飲む人の好みによって、その比率が変更されることもある。なお、主に糖類が含有されているのがベネディクティンであるため、ブランデーの分量を増やすと辛口となる

。

## 作り方の違い
B&Bには、大きく分けて2種類の作り方が存在する。カクテル完成時に、2層に分離しているタイプと、分離していない完全に混合されたタイプである。

### フロート
ベネディクティンに、ブランデーを浮かせて作るスタイルでの作り方である。これは、ベネディクティンの方が、ブランデーよりも比重が大きいことを利用して作る。つまり、完成時に2層に分離しているわけである。これをフロートと呼ぶ。なお、プース・カフェ・スタイルの2層だけのタイプとして、プース・カフェに分類されることもある。この作り方の場合、リキュールの上にブランデーを浮かせるので、リキュールベースのカクテルとされることもある。ちなみに、氷は使用しないため、この作り方では、ほぼ室温でカクテルが完成する。

#### 作り方
リキュール・グラス（容量30ml程度）にベネディクティンを注ぐ。そこにブランデーをフロートさせれば完成である。

#### 備考
- グラスは、ブランデー・グラス（容量240〜300ml程度）を使用する場合もある[7][8]。この時、リキュール・グラスを使用する場合と比べて、多少、酒の分量は多くなる。具体的には、ブランデー・グラスを使用してブランデーを楽しむ時の分量と同等と考えて良い。
- 既述の通り、この作り方をしたB&Bは、プース・カフェに分類されることもあるが、だからと言って、プース・カフェ・グラス（別名、ポニー・グラス、容量30ml程度）は使用しない[4]。
- 2つの酒の比重の関係で、ブランデーにベネディクティンを浮かすことはできないので、上下が逆のフロートはあり得ない。
- この作り方の場合、口の中で2種類の酒が混ざるように、一気に飲む必要がある[9]。

#### この節の主な参考文献
- 上田 和男 監修 『カクテル・ブック』 西東社 1988年12月30日発行 ISBN 4-7916-0926-3
- 稲 保幸 『カクテル こだわりの178種』 新星出版 1998年7月15日発行 ISBN 4-405-09640-6
- 稲 保幸 『スタンダードカクテル』 新星出版 1993年2月25日発行 ISBN 4-405-09577-9
- 稲 保幸 『洋酒とカクテル入門』 日東書院 1987年2月10日発行 ISBN 4-528-00361-9
- 稲 保幸 『カクテル・レシピ1000』 日東書院 2005年7月10日発行 ISBN 4-528-01412-2
- 稲 保幸 『カクテルガイド』 新星出版 1997年4月15日発行 ISBN 4-405-09629-5
- 花崎 一夫 監修 『ザ・ベスト・カクテル』 永岡書店 1990年6月5日発行 ISBN 4-522-01092-3
- 伊東 正之 監修 『スタンダード・カクテル』 創元社 1989年12月10日発行 ISBN 4-422-74024-5
- 山本 祥一朗 監修 『カラー図解 カクテル』 成美堂出版 1994年12月10日発行 ISBN 4-415-07873-7
- 高井 久 監修 『絵でわかるカクテル入門』 日東書院 1989年7月20日発行 ISBN 4-528-00362-7
- 今井 清 『たのしむカクテル』 梧桐書院 1988年1月改訂版 ISBN 4-340-01204-1
- 成美堂出版 編集 『リキュールとカクテルの事典』 成美堂出版 2001年8月20日発行 ISBN 4-415-00835-6
- 中村 健二 『カクテル』 主婦の友社 2005年7月20日発行 ISBN 4-07-247427-4
- 堀井 浩一 『つくる・飲む・楽しむ カクテール』 文研出版 1986年4月5日発行 ISBN 4-580-90230-0
- 若松 誠志 監修 『ベストカクテル』 p.208 大泉書店 1997年9月5日発行 ISBN 4-278-03727-9
- 永田 奈奈恵 監修 『ポケットガイド カクテル』 成美堂出版 1998年1月20日 ISBN 4-415-08549-0
- 澤井 慶明 監修 『カクテルの事典』 成美堂出版 1996年12月20日発行 ISBN 4-415-08348-X
- 久保村 方光 監修 『イラスト版 カクテル入門』 日東書院 1997年4月1日発行 ISBN 4-528-00681-2
- アンテナハウス 編集 『カクテル物語』 同文書院 1991年12月18日発行 ISBN 4-8103-7043-7

### 混合
ブランデーとベネディクティンを、混合してしまうスタイルの作り方である。こちらの作り方は、さらに3つのタイプに細分化される。なお、いずれの場合も、ミックスタイプのB&B、ミクスドタイプのB&Bなどと呼ばれることもある。

#### 比重差を利用
ベネディクティンの方が、ブランデーよりも比重が大きいことを利用して作る。ちなみに、氷は使用しないため、この作り方では、ほぼ室温でカクテルが完成する。ブランデーにリキュールを注ぐので、この作り方の場合、ブランデーベースのカクテルとされることもある。

##### 作り方
リキュール・グラス（容量30ml程度）にブランデーを注ぐ。そこにベネディクティンを注げば、ベネディクティンの方が重いために、自然にブランデーと混ざり合って、自動的に完成する。

#### 備考
グラスは、ブランデー・グラス（容量240〜300ml程度）を使用する場合もある

。
この時、リキュール・グラスを使用する場合と比べて、多少、酒の分量は多くなる。具体的には、ブランデー・グラスを使用してブランデーを楽しむ時の分量と同等と考えて良い。

##### この節の主な参考文献
- 上田 和男 監修 『カクテル・ブック』 西東社 1988年12月30日発行 ISBN 4-7916-0926-3
- 澤井 慶明 監修 『カクテルの事典』 成美堂出版 1996年12月20日発行 ISBN 4-415-08348-X
- 伊東 正之 監修 『スタンダード・カクテル』 創元社 1989年12月10日発行 ISBN 4-422-74024-5
- 永田 奈奈恵 監修 『ポケットガイド カクテル』 成美堂出版 1998年1月20日 ISBN 4-415-08549-0
- 今井 清 『たのしむカクテル』 梧桐書院 1988年1月改訂版 ISBN 4-340-01204-1
- 杉田 米三 『最新カクテルブック』 柴田書店 1969年12月20日発行
- 成美堂出版 編集 『リキュールとカクテルの事典』 成美堂出版 2001年8月20日発行 ISBN 4-415-00835-6
- 花崎 一夫 監修 『ザ・ベスト・カクテル』 永岡書店 1990年6月5日発行 ISBN 4-522-01092-3
- 山本 祥一朗 監修 『カラー図解 カクテル』 成美堂出版 1994年12月10日発行 ISBN 4-415-07873-7
- 吉田 芳二郎 『カラーブックス 154 洋酒入門』 保育社 1968年8月1日発行
- 吉田 芳二郎 『カラーブックス 828 洋酒入門 (第2版)』 保育社 1992年4月30日発行 ISBN 4-586-50828-0

#### 冷却も行う
ブランデーとベネディクティンを、予め混合してしまう作り方である。比重の差を利用して混合する作り方（「比重差を利用」の節を参照）よりも、積極的に混合を行う作り方であり、混合と同時に冷却も行う点が、最大の違いである。なお、この場合、どちらの酒がベースであるとは言えない。

##### 作り方
ミキシング・グラス（当然ながら、ここに氷が入っている）に、ブランデーとベネディクティンを注ぎ、ステアして混合しながら冷却する。したがって、この作り方の場合は、ショートドリンクとなる。あとは適切なグラスに注げば完成である。参考までに、カクテル・グラス（容量75〜90ml程度）を使用する場合もある

。

##### 備考
この作り方の場合、ブランデー・グラスは使用されない。これは、ブランデー・グラスは飲む人の体温によって、酒の温度を上げるために用いられるグラスだからだ。（わざわざ冷却したものを温めては意味がないし、氷が溶けたことによる水っぽさが目立つだけになってしまうので、台無しとなる。）その点、カクテル・グラスならば、通常、グラスも冷やしてあるので、好都合なのである。

##### この節の主な参考文献
- 久保村 方光 監修 『イラスト版 カクテル入門』 日東書院 1997年4月1日発行 ISBN 4-528-00681-2
- 吉田 芳二郎 『カラーブックス 154 洋酒入門』 保育社 1968年8月1日発行
- 吉田 芳二郎 『カラーブックス 828 洋酒入門 (第2版)』 保育社 1992年4月30日発行 ISBN 4-586-50828-0

#### オン・ザ・ロック
オン・ザ・ロック（氷入り）の状態で仕上げる作り方である。したがって、冷たいタイプのロングドリンクとなる。この状態の時、単にビー・アンド・ビーではなく、ビー・アンド・ビー・オン・ザ・ロックスと呼ばれることもある
。
なお、この場合、基本的に、どちらの酒がベースであるとは言えないが、ブランデーを先に注ぐので、ブランデーベースのカクテルだと考えることもある。

##### 作り方
氷を入れたオールド・ファッションド・グラス（容量180ml程度）に、まずブランデーを注ぎ、次いでベネディクティンを注いでから、ステアすれば完成である。

##### 備考
比重差を利用した場合（「比重差を利用」の節を参照）と同様に、ここでも先にブランデーをグラスに注ぐのは、ベネディクティンの方がブランデーよりも重いために、混ざりやすいから。

##### この節の主な参考文献
- 上田 和男 監修 『カクテル・ブック』 西東社 1988年12月30日発行 ISBN 4-7916-0926-3
- 花崎 一夫 監修 『ザ・ベスト・カクテル』 永岡書店 1990年6月5日発行 ISBN 4-522-01092-3
- 永田 奈奈恵 監修 『ポケットガイド カクテル』 成美堂出版 1998年1月20日 ISBN 4-415-08549-0
- 山本 祥一朗 監修 『カラー図解 カクテル』 成美堂出版 1994年12月10日発行 ISBN 4-415-07873-7
- 稲 保幸 『カクテル こだわりの178種』 新星出版 1998年7月15日発行 ISBN 4-405-09640-6